# Folke Bengtsson (företagare)
Folke Valdemar Bengtsson, född 9 april 1903 i Göteborg, död 3 november 1961 i Göteborg, var en svensk företagare och grundare av elektronikrörelsen Siba. 
Han öppnade 1951 en mindre radiobutik på Herkulesgatan 7 på Hisingen i Göteborg. Förutom radioapparater och grammofoner såldes även egentillverkade kristallkronor. I tio år drev Bengtsson butiken. När han avled 1961 efter en hjärnblödning tog den 20-årige sonen Bengt Bengtsson över.
Folke Bengtsson är begravd på Göteborgs östra kyrkogård tillsammans med sin hustru.